# Румунија на Светском првенству у атлетици у дворани 2016.
Румунија је на 16. Светском првенству у атлетици у дворани 2016. одржаном у Портланду од 17. до 20. марта учествовала шеснаести пут, односно учествовала је на свим првенствима до данас. Репрезентацију Румуније представљало 12 такмичара (2 мушкарца и 10 жена), који су се такмичили у 8 дисциплина (2 мушке и 6 женске).,
На овом првенству Румунија је са 1 сребрном и 1 бронзаном медаљом делила 18. место. Оборен је један лични рекорд и остварен је један најбољи национални резултат сезоне и један најбољи лични резултат сезоне.
У табели успешности према броју и пласману такмичара који су учествовали у финалним такмичењима (првих 8 такмичара) Румунија је са 3 учесника у финалу делила 17. место са 17 бодова.
| Плас. | Земља    | 1. место | 2. место | 3. место | 4. место | 5. место | 6. место | 7. место | 8. место | Бр. финал. | Бод. |
| ----- | -------- | -------- | -------- | -------- | -------- | -------- | -------- | -------- | -------- | ---------- | ---- |
| =17.  | Румунија | 0        | 1        | 1        | 0        | 1        | 0        | 0        | 0        | 3          | 17   |

## Учесници
| Мушкарци: - Маријан Опреа — Троскок - Андреј Гаг — Бацање кугле | Жене: - Бјанка Разор — 400 м, 4 х 400 м - Клаудија Бобочеа — 1.500 м - Аделина Пастор — 4 х 400 м - Елена Мирела Лаврик — 4 х 400 м - Андреа Миклош — 4 х 400 м - Анамарија Јонита — 4 х 400 м - Санда Белгиан — 4 х 400 м - Алина Ротару — Скок удаљ - Елена Пантуроју — Троскок - Кармен Тома — Троскок |  |

## Освајачи медаља (2)

### Сребро (1)
- Андреј Гаг — Бацање кугле

### Бронза (1)
- Аделина Пастор, Елена Мирела Лаврик, 
 Андреа Миклош, Бјанка Разор — 4 х 400 м

## Резултати

### Мушкарци
| Атлетичар    | Дисциплина   | Лични рекорд | Квалификације | Квалификације | Финале    | Финале | Детаљи |
| Атлетичар    | Дисциплина   | Лични рекорд | Резултат      | Место         | Резултат  | Место  | Детаљи |
| ------------ | ------------ | ------------ | ------------- | ------------- | --------- | ------ | ------ |
| Нелсон Евора | Троскок      | 17,33 НР     |               |               | 16,89 ЛРС | 4 / 16 |        |
| Андреј Гаг   | Бацање кугле | 20,74        | 20,89 ЛР      |               |           |        |        |

### Жене
| Атлетичарка         | Дисциплина | Лични рекорд | Квалификације | Квалификације | Полуфинале | Полуфинале | Финале                | Финале      | Детаљи |
| Атлетичарка         | Дисциплина | Лични рекорд | Резултат      | Место         | Резултат   | Место      | Резултат              | Место       | Детаљи |
| ------------------- | ---------- | ------------ | ------------- | ------------- | ---------- | ---------- | --------------------- | ----------- | ------ |
| Бјанка Разор        | 400 м      | 50,37        | 53,27 кв      | 3. у гр. 4    | 53,34      | 4. у гр. 1 | Нису се квалификовале | 9 / 16 (19) |        |
| Клаудија Бобочеа    | 1.500 м    | 4:09,64      | 4:12,38       | 7. у гр. 2    |            |            | Нису се квалификовале | 15 / 20     |        |
| Аделина Пастор      | 4 х 400 м  | 3:30,06 НР   |               |               |            |            | 3:31,51 НРС           |             |        |
| Елена Мирела Лаврик | 4 х 400 м  | 3:30,06 НР   |               |               |            |            | 3:31,51 НРС           |             |        |
| Андреа Миклош       | 4 х 400 м  | 3:30,06 НР   |               |               |            |            | 3:31,51 НРС           |             |        |
| Бјанка Разор2       | 4 х 400 м  | 3:30,06 НР   |               |               |            |            | 3:31,51 НРС           |             |        |
| Анамарија Јонита*   | 4 х 400 м  | 3:30,06 НР   |               |               |            |            | 3:31,51 НРС           |             |        |
| Санда Белгиан*      | 4 х 400 м  | 3:30,06 НР   |               |               |            |            | 3:31,51 НРС           |             |        |
| Алина Ротару        | Скок удаљ  | 6,74         | 6,45          | 10 / 14 (16)  |            |            |                       |             |        |
| Елена Пантуроју     | Троскок    | 14,15        | 14,11         | 5 / 15        |            |            |                       |             |        |
| Кармен Тома         | Троскок    | 13,94        | 13,31         | 12 / 15       |            |            |                       |             |        |

- Такмичарка означена бројем учествовала је и у појединачним дисциплинама
- Такмичарке означене звездицом биле су резерве у штафети